# Dvoglava stegenska mišica
Dvoglava stegenska mišica (latinsko musculus biceps femoris) je mišica, sestavljena iz dolge glave (caput longum) in kratke glave (caput breve). Izvira iz sednične grčavine s skupno kito s polkitasto mišico ter lateralnega dela vzdolžnega nazobčanega roba telesa stegnenice. Pripenja se na lateralno stran mečnice.
Mišica je fleksor kolenskega sklepa, pri pokrčenem kolenskem sklepu rotira golen navzven, pri iztegnjenem pa rotira kolčni sklep in spodnji ud navzven. Dolga glava mišice izteguje in zunanje rotira kolčni sklep.
Oživčuje jo živec ischiadicus (L5 do S2).